# Виборчий округ 200
Виборчий округ 200 — виборчий округ в Черкаській області. В сучасному вигляді був утворений 28 квітня 2012 постановою ЦВК №82 (до цього моменту існувала інша система виборчих округів). Окружна виборча комісія цього округу розташовується в будівлі Уманської міської ради за адресою м. Умань, вул. Європейська, 1.
До складу округу входять місто Умань, а також Монастирищенський, Уманський, Христинівський райони, частина Тальнівського району (території навколо сіл Легедзине та Вишнопіль). Виборчий округ 200 межує з округом 18 на північному заході, з округом 92 на півночі, з округом 199 на північному сході і на сході, з округом 101 на південному сході і на півдні та з округом 17 на південному заході і на заході. Виборчий округ №200 складається з виборчих дільниць під номерами 710467-710509, 710566, 710581, 710598-710689, 710940-710973 та 711101.

## Народні депутати від округу
| Ім'я                       | Фото | Партія          | Скликання | Дата набуття повноважень | Дата припинення повноважень |
| -------------------------- | ---- | --------------- | --------- | ------------------------ | --------------------------- |
| Яценко Антон Володимирович |      | Партія регіонів | 7-ме      | 12 грудня 2012           | 27 листопада 2014           |
| Яценко Антон Володимирович |      | самовисуванець  | 8-ме      | 27 листопада 2014        | 29 серпня 2019              |
| Яценко Антон Володимирович |      | самовисуванець  | 9-те      | 29 серпня 2019           |                             |

## Результати виборів

### Парламентські

#### 2019
Кандидати-мажоритарники:
- Яценко Антон Володимирович (самовисування)
- Воронцова Олена Володимирівна (Слуга народу)
- Поліщук Олег Миколайович (Сила і честь)
- Баштан Олег Васильович (самовисування)
- Головко Олександр Анатолійович (самовисування)
- Махиня Сергій Петрович (Всеукраїнське об'єднання «Черкащани»)
- Кошель Ірина Сергіївна (самовисування)
- Сінозацький Валентин Іванович (самовисування)

#### 2014
Кандидати-мажоритарники:
- Яценко Антон Володимирович (самовисування)
- Дикун Андрій Євгенович (самовисування)
- Чудновський Віталій Олегович (Блок Петра Порошенка)
- Кирилюк Людмила Миколаївна (Батьківщина)
- Баштан Олег Васильович (самовисування)
- Ліпкан Ігор Анатолійович (самовисування)
- Панченко Валерій Валентинович (самовисування)
- Космина Геннадій Васильович (самовисування)
- Бондар Віталій Петрович (самовисування)
- Похольчук Роман Володимирович (самовисування)
- Мельник Олег Іванович (Комуністична партія України)
- Бобко Валентин Володимирович (Опозиційний блок)
- Марков Микола Анатолійович (самовисування)
- Черевко Олександр Анатолійович (Сильна Україна)
- Решетняк Галина Євгеніївна (самовисування)
- Бутрімас Анатолій Вацлович (самовисування)
- Шморгун Олексій Вікторович (самовисування)

#### 2012
Кандидати-мажоритарники:
- Яценко Антон Володимирович (Партія регіонів)
- Наконечний Микола Петрович (Єдиний центр)
- Поляков Максим Анатолійович (Батьківщина)
- Дикун Андрій Євгенович (самовисування)
- Костенко Павло Іванович (самовисування)
- Кучер Галина Михайлівна (Народна партія)
- Роєнко Віктор Григорович (Комуністична партія України)
- Хмельницький Богдан Станіславович (самовисування)
- Ващенок Вадим Володимирович (самовисування)
- Ратушний Микола Семенович (Радикальна партія)
- Карчевська Алла Олександрівна (Українська партія «Зелена планета»)
- Гнатовський Володимир Євгенійович (самовисування)

## Явка
Явка виборців на окрузі: